# Ronald Lopatni
Ronald Lopatni (Zagabria, 19 maggio 1944 – Zagabria, 5 maggio 2022) è stato un pallanuotista jugoslavo, vincitore di una medaglia d'oro a Città del Messico 1968.